# François Roux (homme politique)
Pour les articles homonymes, voir François Roux et Roux.
François Roux est un homme politique français né le 6 juin 1889 à Nolay (Côte-d'Or) et mort le 4 novembre 1969  à Épinac (Saône-et-Loire).

## Biographie
Mineur aux houillères d'Épinac, responsable syndical, il est élu conseiller d'arrondissement en 1934, maire d'Épinac en 1935 et député socialiste de Saône-et-Loire de 1936 à 1940. En juillet 1940 il vote les pleins pouvoirs à Pétain. Perdant sa fonction de maire à la Libération, il la retrouve de 1953 à 1966.

## Sources
- « François Roux (homme politique) », dans le Dictionnaire des parlementaires français (1889-1940), sous la direction de Jean Jolly, PUF, 1960 [détail de l’édition]